# 2030 Belyaev
2030 Belyaev (1969 TA2) là một tiểu hành tinh vành đai chính được phát hiện ngày 8 tháng 10 năm 1969 bởi Chernykh, L. ở Nauchnyj.